# Lähtse (Vinni)
Lähtse (Duits: Lechtigall of Lechtegall) is een plaats in de Estlandse gemeente Vinni, provincie Lääne-Virumaa. De plaats heeft 28 inwoners (2021) en heeft de status van dorp (Estisch: küla).

## Geschiedenis
De plaats werd in 1345 voor het eerst genoemd onder de naam Lechtegale. In 1641 werd een landgoed Lechtigall und Arroküll genoemd, eigendom van de familie Kudling. Arroküll is Aruküla. Het landgoed komt ook wel voor onder de naam Lechtigall, sonst Kudlings Gut genannt (‘Lechtigall, ook wel het landgoed van Kudling genoemd’). Het kreeg later de naam Kulina, naar de familie Kudling. Kulina werd voor het eerst genoemd in 1726 als Kullina. In 1919 werd het landgoed door het onafhankelijk geworden Estland onteigend.
In 1977 werd het buurdorp Uuevälja bij Lähtse gevoegd.